# Lysorgan

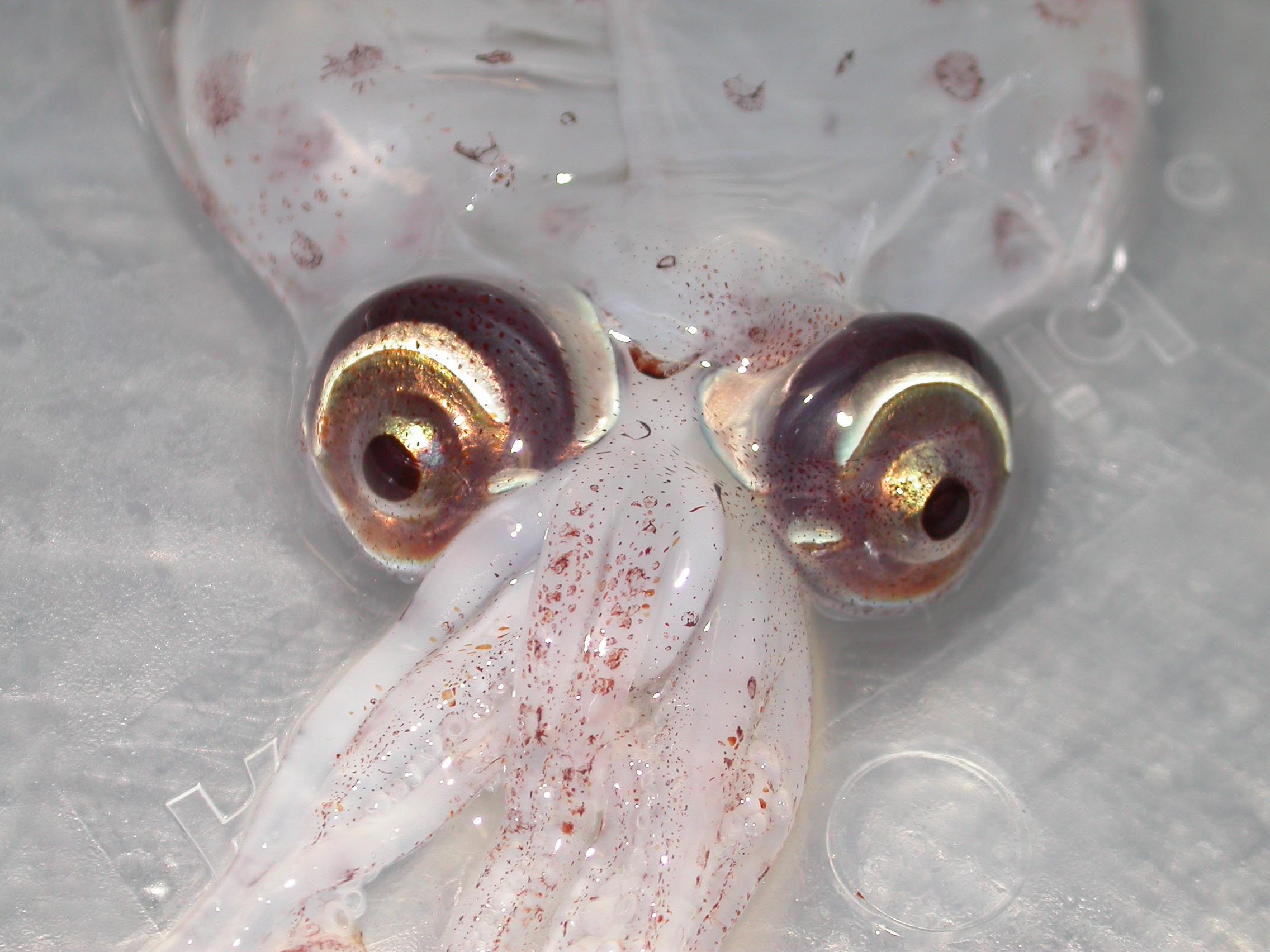
Närbild på bläckfisken Teuthowenia megalops ögon (ventral aspekt). De tre lysorganen i varje öga syns tydligt som ljust guldgula områden..

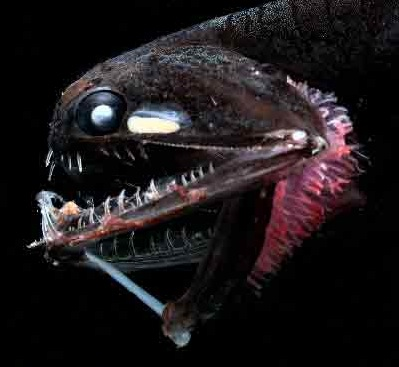
Den lysande fläcken just bakom ögat är ett lysorgan hos djuphavsfisken Photostomias guernei

Ett lysorgan eller en fotofor (grekiska: φῶς, phos - ljus och φορεύς, phoreus - bärare) är ett ljusalstrande organ som förekommer som lysande fläckar (bioluminiscens) hos skilda organismgrupper som svampar, insekter (t.ex. lysmaskar och eldflugor) och olika marina djur (bland annat maneter, kammaneter, kräftdjur (lysräkor),  bläckfiskar och fiskar). Organen kan vara enkla eller lika komplicerade som ett människoöga; försedda med linser, bländare, färgfilter och reflektorer. Ljuset kan produceras från föreningar under matsmältningen, av speciella celler i organismen (fotocyter) eller av bioluminiscenta bakterier som lever  symbiotiskt i organismen. Begreppet fotofor kan även användas för ljuskällor som är rent cellulära, d.v.s. ej organiserade i vävnader, som hos encelliga  bakterier och protister (t.ex. dinoflagellaten Noctiluca scintillans som orsakar mareld). 